# Josef Tamir
Josef Tamir (hebr. יוסף תמיר, ang. Yosef Tamir, ur. 20 lutego?/5 marca 1915 w Berdyczowie, zm. 10 sierpnia 2009) – izraelski prawnik, dziennikarz, lekkoatleta, działacz społeczny i ekologiczny oraz polityk, w latach 1965–1981 poseł do Knesetu z list Gahalu oraz Likudu. W młodości trzykrotny medalista I Olimpiady Machabejskiej.

## Życiorys
Urodził się 5 marca 1915 w Berdyczowie w ówczesnym Imperium Rosyjskim (obecnie Ukraina). W 1924 wraz z rodziną wyemigrował do Palestyny, stanowiącej brytyjski mandat.
Uczył się w chederze i szkole średniej w Petach Tikwie. Od młodości był aktywnym sportowcem działającym w ruchu Maccabi. W 1932 podczas pierwszej Olimpiady Machabejskiej zdobył trzy brązowe medale w lekkoatletyce – w biegu na 200 metrów, biegu na 400 metrów oraz w rzucie oszczepem. Grał również w piłkę nożną – miał wystąpić w meczu reprezentacji Mandatu Palestyny, ale został zatrzymany na granicy, bo nie miał odpowiednich dokumentów.
W 1935 rozpoczął pracę jako korespondent gazety „Ha-Arec” w Libanie i Syrii. W latach 1935–1945 pracował jako dziennikarz we wszystkich najważniejszych żydowskich gazetach – poza Ha-Arec również w „Palestine Post”, „Ma’ariw”, „Jedi’ot Acharonot” oraz „Ha-Boker”.

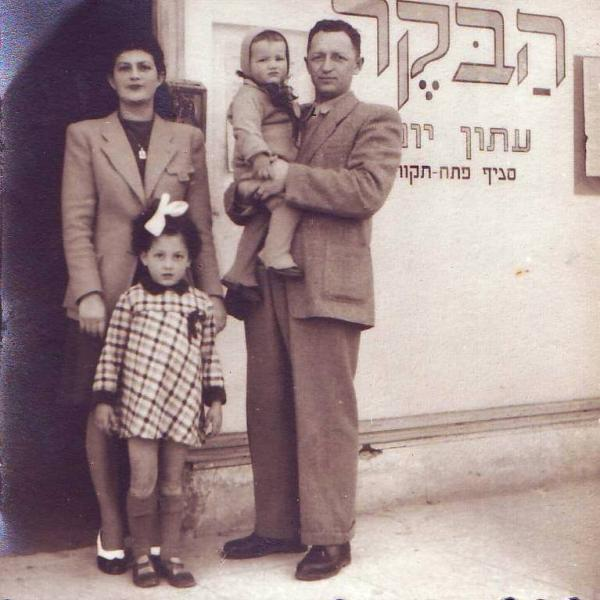
Josef Tamir z rodziną przed siedzibą redakcji Ha-Boker w Petach Tikwie (1946)

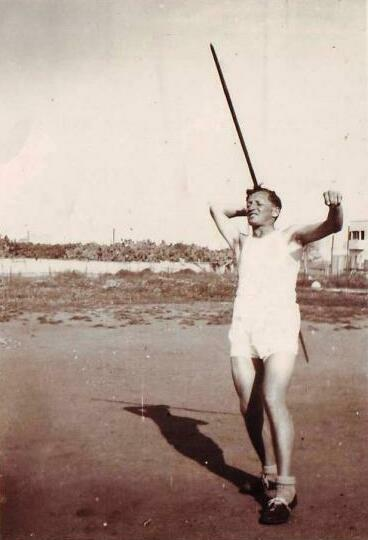
Josef Tamir trenujący rzut oszczepem (1932)

Ukończył szkołę prawa i ekonomii na Uniwersytecie Telawiwskim. Był jednym z założycieli organizacji „B’nai Moszowot”. Podczas wojny o niepodległość Izraela pracował jako korespondent wojenny.
Był sekretarzem generalnym Ogólnych Syjonistów, a po ich połączeniu z Partią Progresywną, aktywnym politykiem Partii Liberalnej. Następnie był jednym z założycieli Gahalu, czyli sojuszu liberałów z Herutem.
W wyborach w 1965 został po raz pierwszy wybrany posłem właśnie z listy Gahalu. W szóstym Knesecie zasiadał w komisjach spraw wewnętrznych oraz spraw gospodarczych, a także w podkomisji ds. Jerozolimy oraz w komitecie wspólnym ds. wypadków drogowych. Jako szef frakcji liberalnej zasiadał w tym samym czasie we władzach Tel Awiwu, a w 1968 był inicjatorem powstania Ha-mo’aca le-Jisra’el ha-jafa (Rady dla Pięknego Izraela). W 1969 uzyskał reelekcję, a w Knesecie siódmej kadencji przewodniczył komitetowi wspólnemu ds. środowiska, a następnie specjalnej komisji ds. środowiska. Ponownie zasiadł w komisjach spraw wewnętrznych oraz spraw gospodarczych, a ponadto był członkiem dwóch nowych – komisji spraw zagranicznych i obrony oraz edukacji i kultury. W 1970 był inicjatorem powstania komisji ds. ekologii, a w 1972 reprezentował izraelski parlament podczas konferencja sztokholmskiej Organizacji Narodów Zjednoczonych poświęconej polityce ochrony środowiska.
Był jednym z założycieli Likudu powstałego po połączeniu Gahalu z partią La’am i z listy nowego ugrupowania uzyskał mandat poselski w wyborach w 1973. W ósmym Knesecie przewodniczył dwóm komisjom parlamentarnym – kontroli państwa oraz spraw wewnętrznych i środowiska. Był także członkiem podkomisji ds. energii oraz obserwatorem z ramienia izraelskiego parlamentu w Radzie Europy. W 1975 założył organizację pozarządową zajmującą się poprawą jakości życia i środowiska i został jej dyrektorem. W tym samym był członkiem delegacji Knesetu do amerykańskiego Kongresu, a dwa lata później do niemieckiego Bundestagu. W kolejnych wyborach w 1977 ponownie został wybrany posłem. W dziewiątym Knesecie stanął na czele podkomisji ds. ekologicznych oraz podkomisji ds. ochrony Tel Awiwu. Należał do czterech komisji – finansów; spraw wewnętrznych i środowiska; spraw zagranicznych i obrony oraz kontroli państwa, a także do komitetu wspólnego ds. energii, podkomisji ds. ochrony energii i podkomisji ds. zapobiegania założeniu cmentarza w północnym Tel Awiwie. 31 grudnia 1979 opuścił Likud i przyłączył się do powstałego po rozpadzie Dasz Ruchu na rzecz Zmian i Inicjatywy, który następnie przekształcił się w Szinui – Partię Centrową. Pod sam koniec kadencji, 11 maja 1981, opuścił Szinui i zasiadał w ławach Knesetu jako poseł niezależny. W wyborach w 1981 utracił miejsce w parlamencie.
Był autorem pięciu publikacji książkowych oraz setek artykułów. Wydawał czasopismo na temat ekologii i był członkiem wielu międzynarodowych organizacji ekologicznych. W 1991 założył Izraelskie Forum Gospodarcze Środowiska i został jego przewodniczącym.
Był pierwszym laureatem nagrody Knesetu za „osiągnięcia w dziedzinie jakości środowiska”, otrzymał także nagrodę ONZ za specjalny wkład w działalność ekologiczną, a także nagrodę Ministra Spraw Wewnętrznych.
Zmarł 10 sierpnia 2009.